# 이유녕
이유녕(李裕寧, 1816년 6월 13일 ~ 1890년 6월 23일)은 조선시대 후기의 문신, 통역관으로, 자(字)는 성관(聖寬), 본관은 우계(羽溪)이다. 1879년(고종 16년) 승문원이문학관이 되고, 그해 다시 이문학관이 된 뒤 이문학관, 부호군 등을 거쳐 1882년(고종 19년) 돈녕부도정(敦寧府都正), 1887년(고종 24년) 11월 27일 가상존호도감초기 문진관(加上尊號都監草記 問進官) 등을 지내고 돈녕부 도정에 이르렀다. 이재정(李在正)의 아버지이며, 1900년(광무 3년) 아들 이재정의 영귀로 증 가선대부 내부협판에 추증되었다. 경기도 포천 일동면 유동리 출신.

## 생애
1816년(순조 16) 6월 13일 경기도 영평군 일동면 유동리(현, 포천 일동면 유동리) 원통(圓通) 부락 태생으로, 아버지는 증 정삼품 통정대부 비서원승(贈 正三品 通政大夫 祕書院丞)에 추증된 이현송(李顯松)이고, 어머니는 여산송씨로 송숙(宋王+肅)의 딸이다. 증 통훈대부 장례원장례에 추증된 이한종(李漢宗)의 손자이며, 증조부는 노인직으로 동지중추부사를 역임한 이원석(李元錫)이다. 순조 때의 통역관 태화 이현상(李顯相)의 7촌 조카가 된다. 
형제로는 형 우녕과 청주양씨 양수학(楊壽鶴)에게 출가한 누이 1명과, 청주양씨 양봉소(楊鳳巢)에게 출가한 누이 1명이 전한다. 4살 연상의 친형 이우녕(李祐寧)은 28세의 이른 나이에 사망했다.
고조부 이상우(李商雨)는 본래 의관 이희헌(李希憲)의 증손자였으나, 족숙 이영구의 양자가 되어 경기도 광주군에서 영평군 이동면 장암리 배산골로 이주하여 정착했다. 고조부 이상우의 아들 중추부첨지사 이인수(李仁壽)의 여섯째 아들인 증조부 이원석은 다시 포천군 원 영평 일동면 기산리 지석마을로 와서 정착했다. 할아버지 이한종은 청주양씨 양성신(楊聖臣)의 딸과 결혼했다가 사후 다시 재양부정 이간(載陽副正 李侃)의 8대손 이명혁의 딸 전주이씨와 재혼하였다.
그는 연주현씨 현봉조(玄鳳朝)의 딸과 결혼하였으나 일찍 죽어 다시 밀양박씨 박종영(朴鐘榮)의 딸과 재혼하였으며, 박종영의 딸 역시 일찍 죽어 청주한씨 한복유(韓福裕)의 딸과 재혼하였다. 
그는 경기도 영평군 일동면 유동리(후일의 경기도 포천시 일동면 유동리)에서 한성부 중부 수은동(후일의 경성부 종로구 수은동, 서울특별시 종로구 수은동)으로 이주해 왔다. 이후 그의 자손들은 서울특별시 종로구 수은동, 팔판동, 삼청동 주변에서 생활하였다.
1879년(고종 16년) 특별히 이문학관에 제수되었다. 1879년(고종 16년) 10월 25일 승문원의 천거로 탈이 있어서 임무를 볼 수 없는 이문학관(吏文學官) 임석귀(林錫龜)ㆍ조희면(趙羲冕) 등을 대신하여 승문원이문학관에 임명되었다. 10월 27일 해임되었다. 이후 비변사 낭청에 임명되었다가 그해 10월 29일 병비의 천거로 부사맹이 되고, 이듬해 다시 이문학관이 되었다.
1882년(고종 19년) 1월 27일 나이 70세가 넘었다 하여 특별히 통정대부(通政大夫)에 초자(超資)되었다. 1월 27일 병비로 부호군에 제수되었다. 그 해 2월 28일 돈녕부도정에 임명되었다가, 같은 날 부호군으로 임명되었다. 1882년 통정대부(通政大夫) 돈녕부도정(敦寧府都正)이 되었다.
1887년(고종 24년) 11월 27일 가상존호도감초기 문진관(加上尊號都監草記 問進官)에 임명되었다. 신정왕후 조대비에게 존호를 올리는 가상존호도감이 설치되고, 도감 문진관에 임명된 이들이 일을 수행할 수 없어서 그가 특별히 임명된 것이다.
1890년 6월 23일에 한성부 수은동 자택에서 사망했다.

### 사후
묘소는 경기도 포천시 일동면 유동리 원통(圓通)부락 마을 뒷산 후록(後麓) 손좌(巽坐)에 매장되었다. 그의 묘 근처에는 일동 칸리조트, 락카드 골프클럽이 있다.
아들 이재정(李在正)이 현달하여 1900년(광무 3년) 7월 19일 증 종2품 가선대부 내부협판(從二品 嘉善大夫 內部協辦)에 추증되었다. 이때 그의 아버지 학생 이현송(李顯松)에게 증 정3품 통정대부 비서원승을 추증되고, 조부 학생 이한종(李漢宗)에게는 증 종3품 통훈대부 장례원 장례를 추증하였는데, 전 탁지부 협판 이재정(李在正)의 고, 조고, 증조고로서 법전에 따라 추증된 것이다.

## 가족
- 증조부 : 이원석(李元錫), 이상우의 차남 이인수의 여섯째 아들
- 할아버지 : 이한종(李漢宗, 1750년 5월 16일 ~ 1825년 8월 13일)
- 할머니 : 청주양씨(1750 ~ 1773)
- 할머니 : 전주이씨(李明赫, 1758 ~ 1808), 재양부정 이간(載陽副正 李侃)의 8대손 이명혁의 딸
  - 백부 : 이현기, 백부 이한명의 양자로 출계
  - 백부 : 이현재, 종숙부 이한룡의 양자로 출계
- 아버지 : 이현송(李顯松, 1783년 12월 12일 ~ 1840년 7월 20일)
- 어머니 : 여산송씨(1784년 7월 26일 ~ 1840년 8월 14일), 송숙(宋王+肅)의 딸
  - 형 : 이우녕(李祐寧, 1812년 6월 12일 ~1840년(?) 8월 13일)
  - 누이 : 우계이씨
  - 매부 : 양수학(楊壽鶴), 청주양씨, 부 중혁(重赫)
  - 누이 : 우계이씨
  - 매부 : 양봉소(楊鳳巢), 청주양씨
- 본처 : 연주현씨(1817년 ~ 1842년 11월 20일), 현봉조(玄鳳朝)의 딸
- 후처 : 밀양박씨(1828년 ~ 1843년 8월 21일), 박종영(朴鐘榮)의 딸
- 삼취 부인 : 청주한씨(1826년 12월 23일 ~ 1855년 12월 9일), 한복유(韓福裕)의 딸
  - 아들 이재정(李在正, 1845 ~ 1921)
  - 아들 이재영(李在永)

## 같이 보기
- 이상우
- 이재정
- 이봉녕

## 참고 문헌
- 승정원일기
- 비변사등록
- 일성록
- 각사등록
- "敍任及辭令", 관보 1901년 7월 27일 금요일자, 1면